# Kisszemes boglárka
A kisszemes boglárka (Pseudophilotes vicrama) a boglárkalepke-félék családjába tartozó, Kelet-Európában és Ázsiában honos lepkefaj. Egyéb elnevezései: csinos boglárka, apró boglárka.

## Megjelenése
A kisszemes boglárka szárnyfesztávolsága 2,2-2,4 cm. A hím elülső szárnyának felszíne halvány, világos azúrszürke; néha széles szegélye fekete. A hátsó szárny szegélyén fekete pontok sorakoznak. A nőstény alapszíne szürkésfekete, de a szárnyak töve és olykor a közepe kékeslila. Mindkét nem szárnyszegélyén fehér a rojt, az erek végződésénél pedig feketés. Mindkét szárnyon a sejt végén vonalszerű fekete folt látszik. Az elülső szárny fonákja palaszürke, a nagy fekete foltokkal és pettyekkel, vörös szegélyfoltsornak nyoma sincs. A hátulsó szárny fényesebb palaszürke, fekete rajzolata éles, széles, narancsvörös szegélyfoltsorral, amely a nőstény esetében nagyobb. A hátulsó szárny belső szögletében nincs narancsvörös folt.
A második nemzedék valamivel nagyobb, a kék szín világosabb, a fekete szárnyszegély szélesebb. Változó lehet a nőstény szárnyának kékeslila behintettsége is.
Hernyója világoszöld, szelvényei kissé puffadtak, hátán körte alakú vörös foltok sora húzódik végig, amelyet bíborszínű vonal köt össze; a foltokat oldalt fehér pontok díszítik. 

### Hasonló fajok
Hasonlíthat hozzá a szemes boglárka.

## Elterjedése
Kelet- és Délkelet-Európában, valamint Nyugat- és Közép-Ázsiában honos. Nyugat-Európában a nagyon hasonló P. baton váltja; a kettejük közötti választóvonal nagyjából Északkelet-Olaszország és Finnország között húzódik. A Kárpát-medencében a P. v. schiffermulleri alfaja él. Magyarországon nem gyakori és inkább a domb- és hegyvidékeken él, az alföldeken ritkább.

## Életmódja
Homokpusztarétek, sziklagyepek, sziklalejtők, száraz legelők lepkéje. 
Évente két (magasabb hegyvidéken egy) nemzedéke repül május-júniusban és július-augusztusban. Kevéssé vándorol, egy területhez kötődik. Főleg ott gyakori, ahol a különféle kakukkfüvek tömegesen fordulnak elő. A kifejlett lepkék is főleg ennek virágain szívogatják a nektárt és a hernyók is a kakukkfű (ritkábban tarka koronafürt vagy orvosi somkóró) leveleivel táplálkoznak. 
Magyarországon védett, természetvédelmi értéke 10 000 Ft.

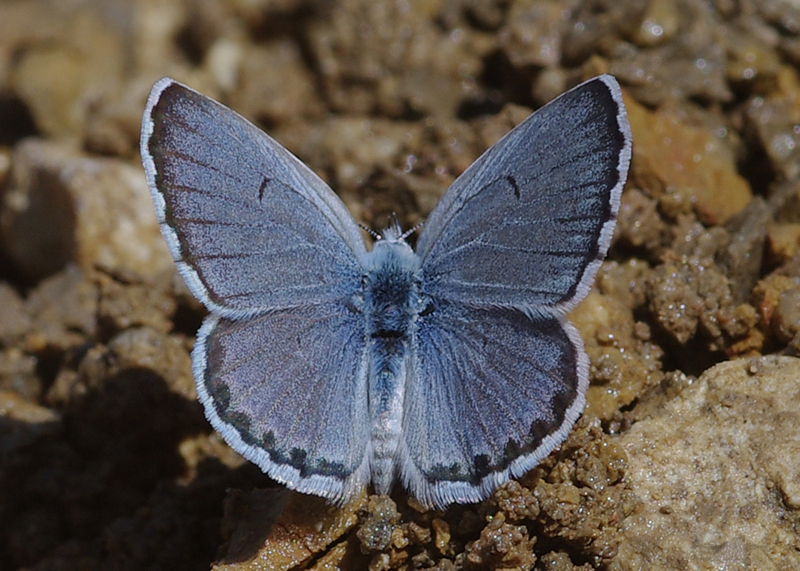
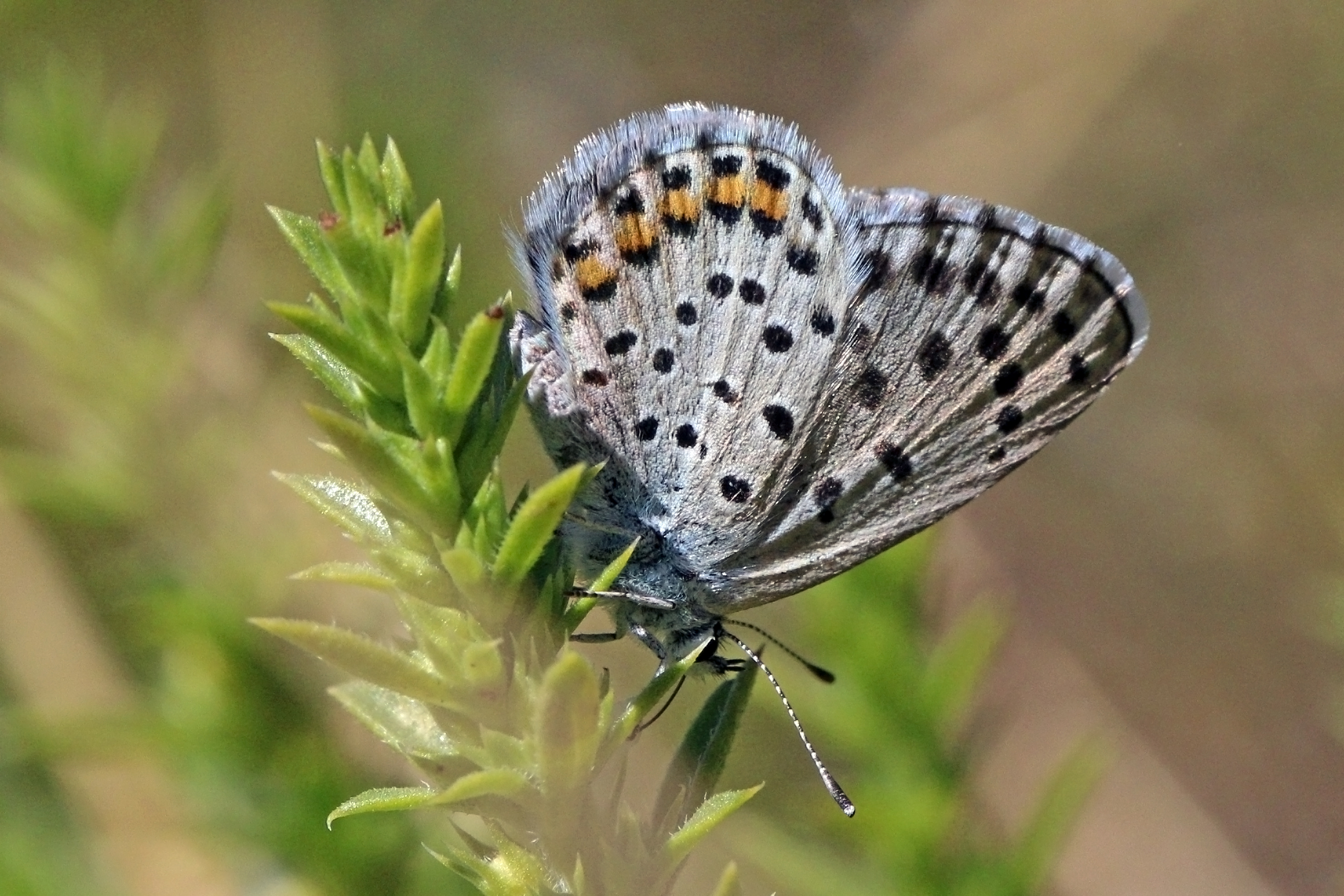
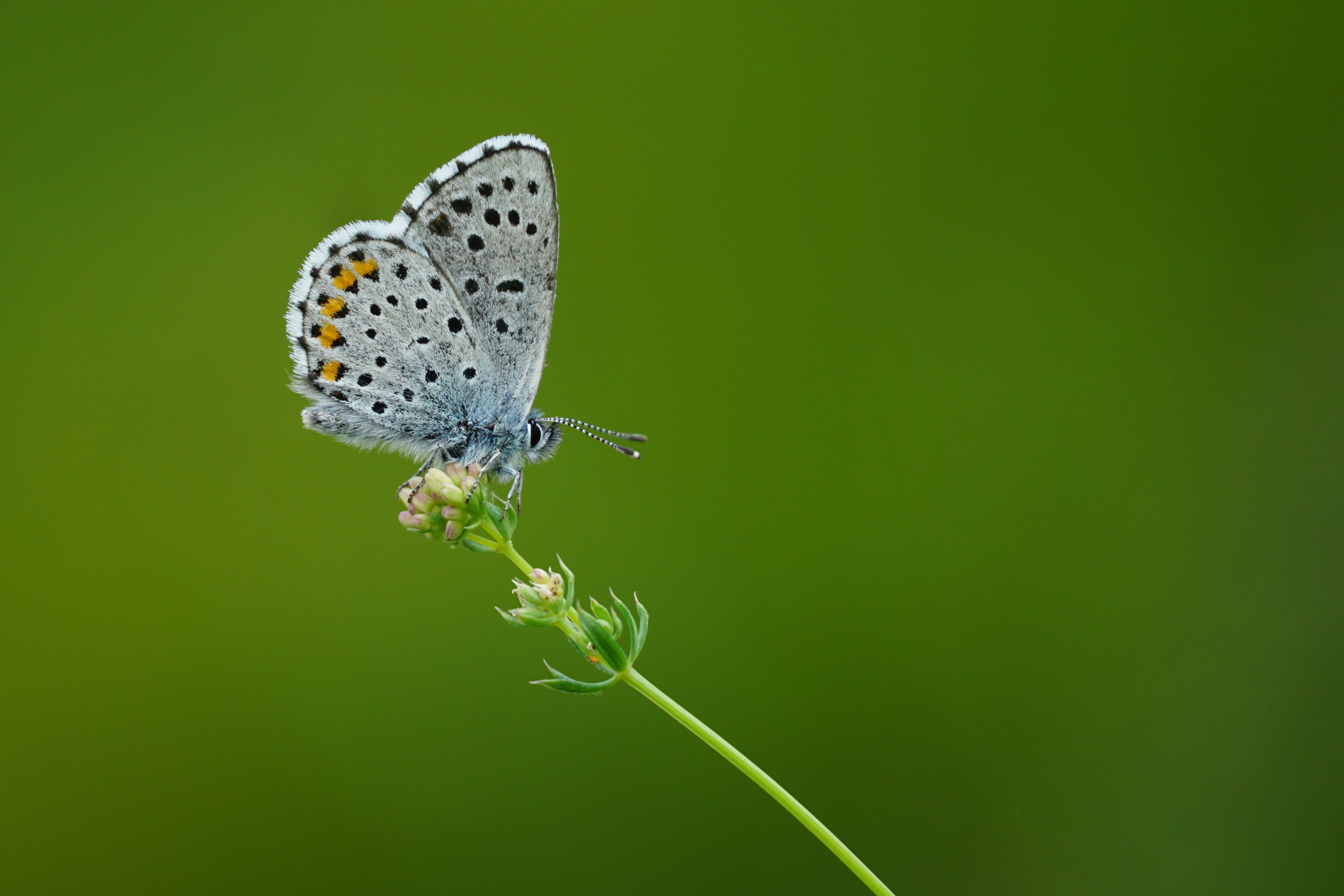
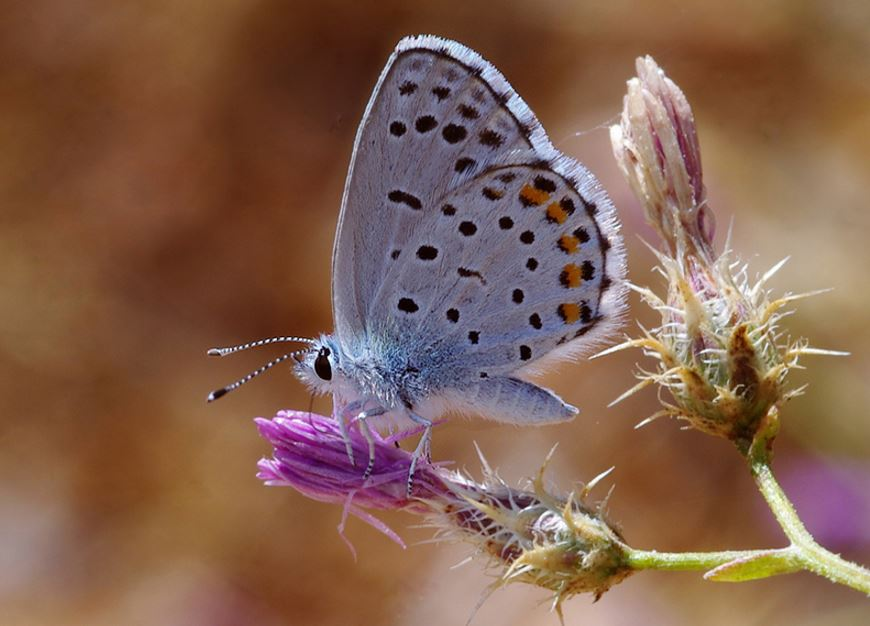